# Bürzelstelzer
Die Bürzelstelzer (Rhinocryptidae) sind eine Familie in der Ordnung der Sperlingsvögel (Passeriformes), die in Mittel- und Südamerika vorkommt. 

## Merkmale
Es handelt sich um kleine bis mittelgroße Bodenbewohner mit stämmigem, ovalem Körper und kurzen, runden Flügeln. Die Schwanzfedern werden oft in einer aufgerichteten Position getragen. Viele der Arten, die dieser Familie angehören, haben sehr lange, kräftige Zehen. Auffallend ist, dass ihre Nasenlöcher durch große, bewegliche Klappen verdeckt sind und dass die Vögel ihren langen Schwanz oft aufstellen. Das Gefieder ist bei den meisten Arten tarnfarben, grau oder braun und schwarz, rotbraun oder orange gemustert. Die meisten Arten weisen keinen Geschlechtsdimorphismus auf.

## Lebensraum und Lebensweise
Bürzelstelzer kommen in tropischen Tieflandregenwäldern, im gemäßigten Valdivianischen Regenwald, und in der Páramo und in der Puna oberhalb der Baumgrenze in den Anden vor. Sie halten sich ähnlich wie der europäische Zaunkönig meist versteckt in Bodennähe auf, in baumlosen Gegenden zwischen Felsen oder Tussockgrässern. Bürzelstelzer ernähren sich vor allem von Insekten und Spinnen, aber auch Früchte und Samen werden verzehrt. Meist wird die Nahrung durch Scharren am Erdboden gesucht. Einige Arten suchen auch Blätter ab. Über die Fortpflanzungsbiologie der Bürzelstelzer ist nur wenig bekannt. Das aus kleinen Zweigen, weichem Pflanzenmaterial und Moosen errichtete Nest ist napf- oder kugelförmig. Es wird wenige Meter über den Erdboden zwischen Zweigen, auf dem Erdboden zwischen Wurzeln oder in einem verrottenden Baumstamm oder in einer Röhre in Boden gebaut. Das Gelege besteht aus zwei bis drei, manchmal auch aus vier Eiern. Die Brutzeit liegt bei etwa 15 bis 17 Tagen und die Jungvögel verlassen das Nest nach einigen Wochen. Näheres ist nicht bekannt. Bei einigen Arten beteiligen sich die Männchen an der Jungenaufzucht, bei anderen nicht.

## Gattungen und Arten
Es gibt etwa 60 Arten 12 Gattungen und zwei Unterfamilien:
- Unterfamilie Rhinocryptinae
  - Acropternis

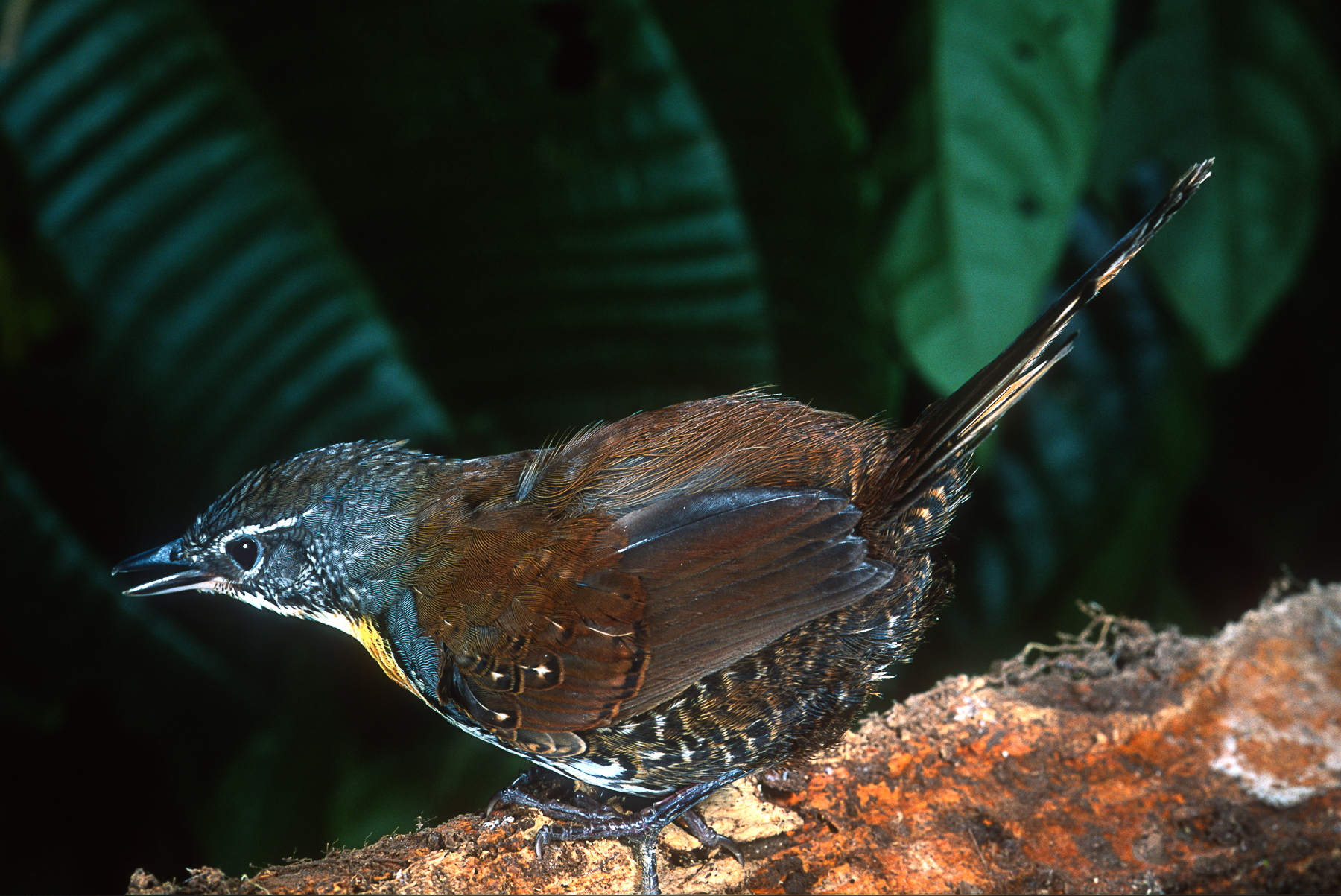
Brustflecktapaculo (Liosceles thoracicus)

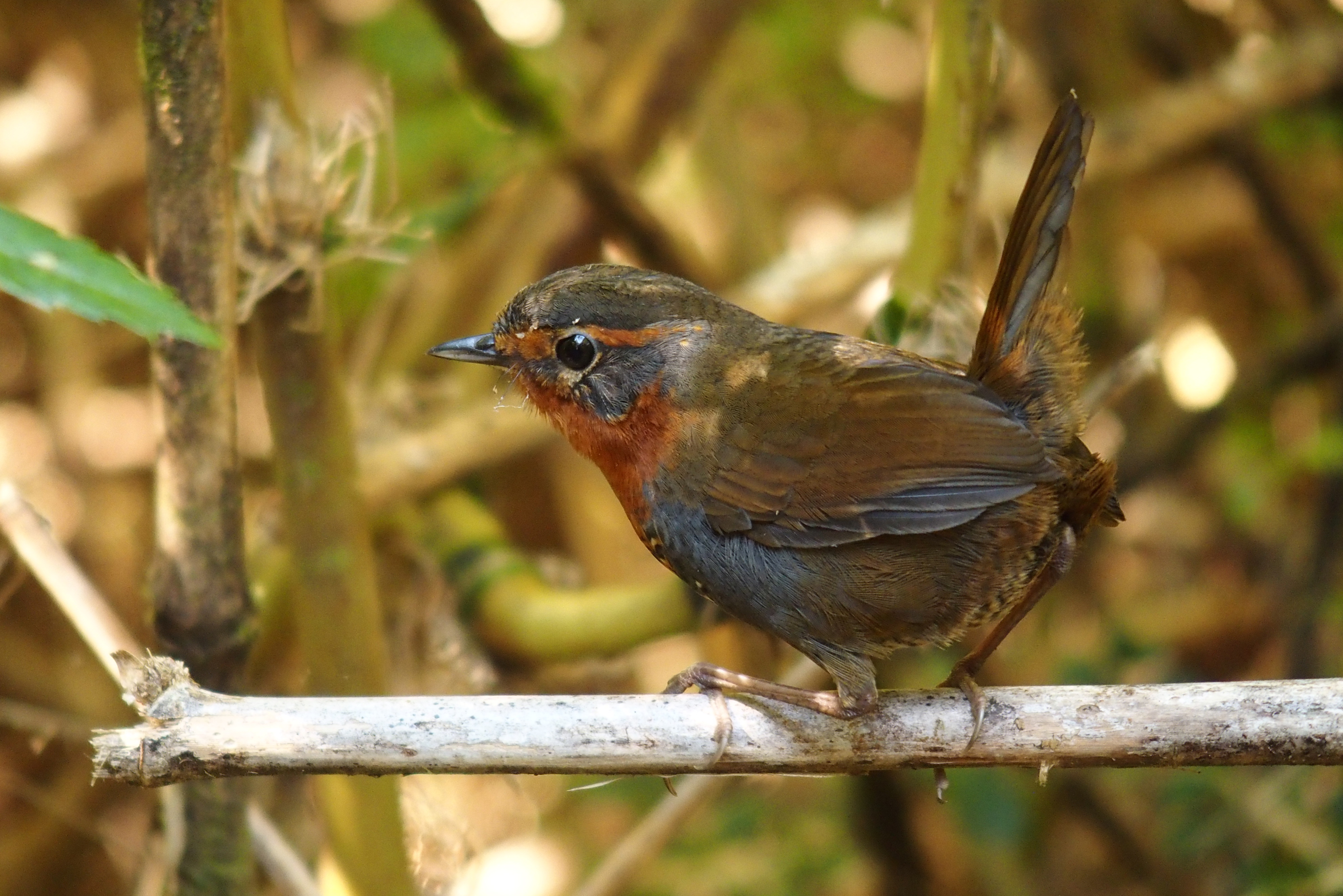
Rotkehltapaculo (Scelorchilus rubecula)

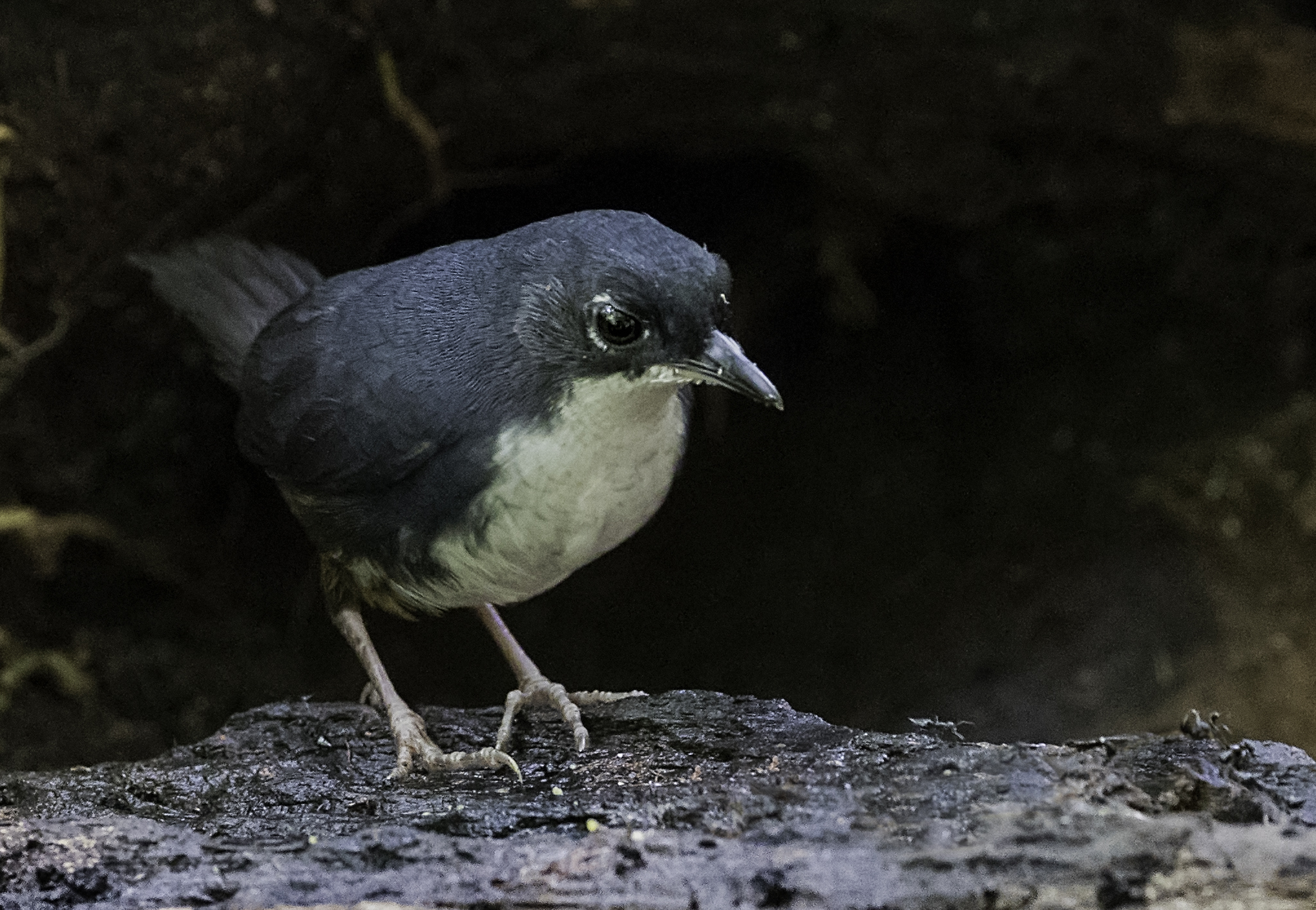
Bahia-Tapaculo (Eleoscytalopus psychopompus)

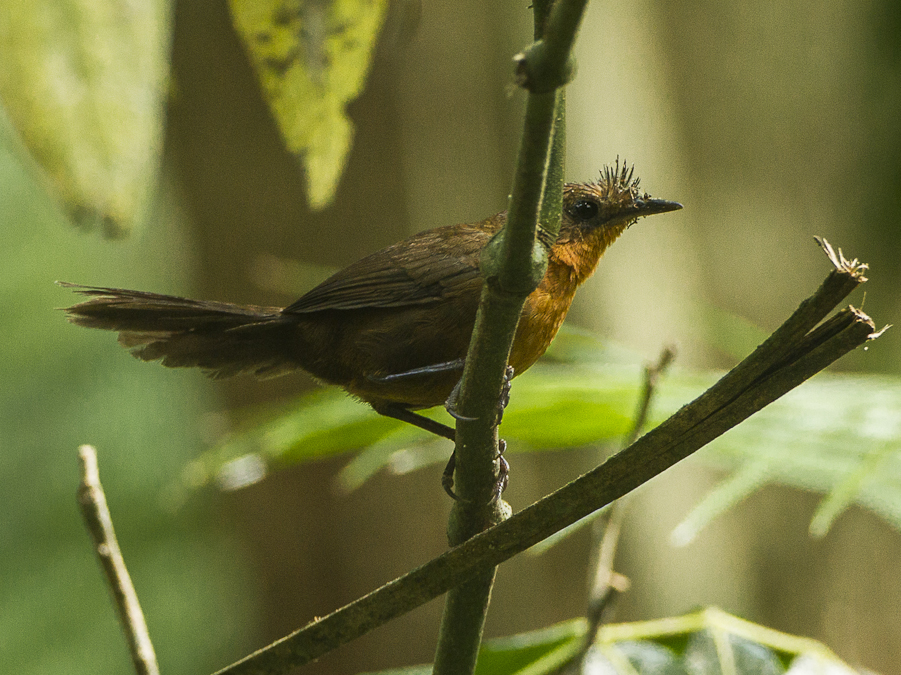
Südlicher Stirnhaubentapaculo (Merulaxis ater)

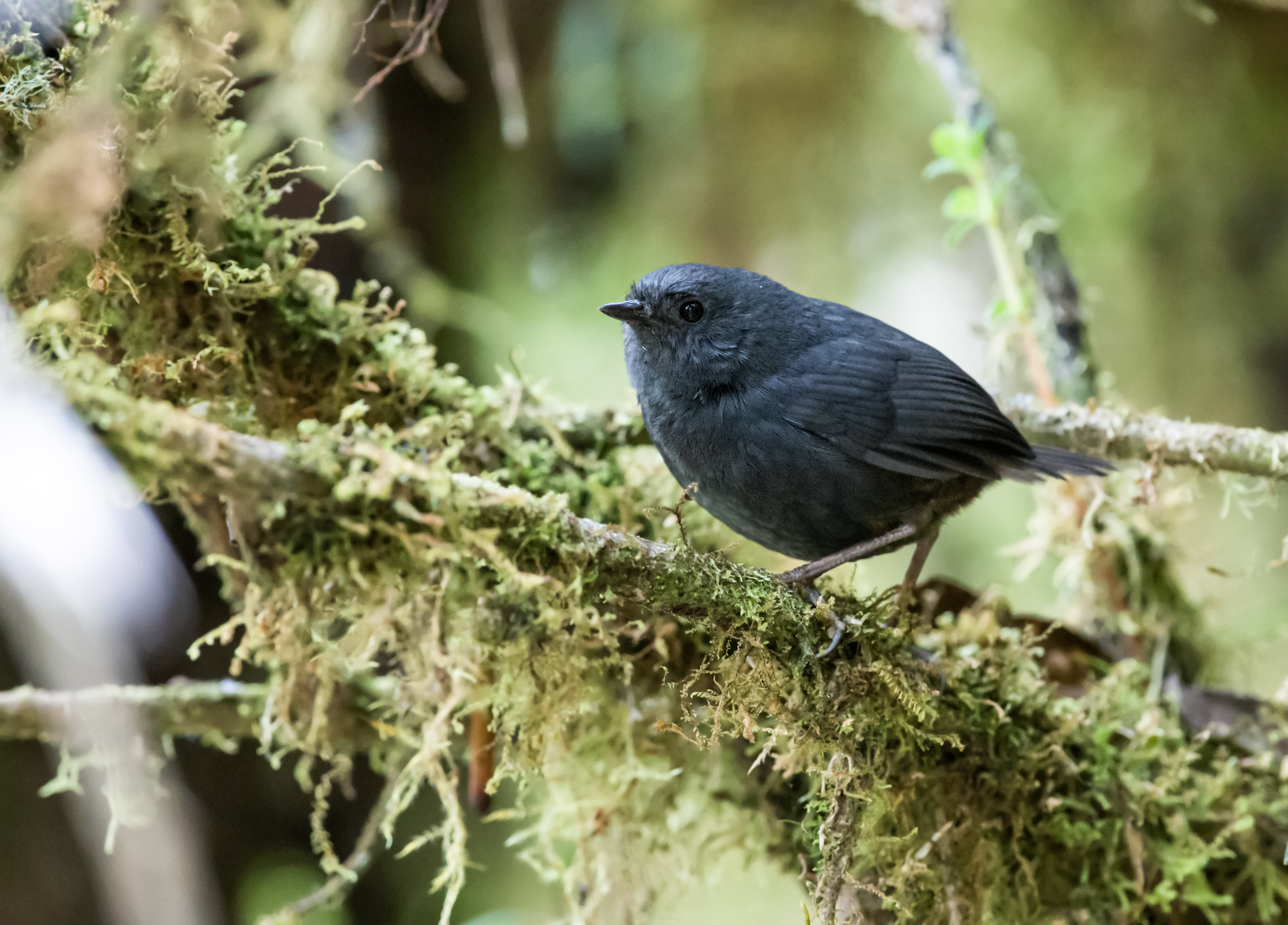
Grautapaculo (Scytalopus acutirostris)

    - Perlmanteltapaculo (Acropternis orthonyx)

  - Liosceles
    - Brustflecktapaculo (Liosceles thoracicus)

  - Psilorhamphus
    - Trugzaunkönig (Psilorhamphus guttatus)

  - Pteroptochos
    - Braunkehl-Bürzelstelzer (Pteroptochos castaneus)
    - Schwarzkehl-Bürzelstelzer (Pteroptochos tarnii)
    - Weißbart-Bürzelstelzer (Pteroptochos megapodius)

  - Rhinocrypta
    - Schopfbürzelstelzer (Rhinocrypta lanceolata)

  - Scelorchilus
    - Rotkehltapaculo (Scelorchilus rubecula)
    - Weißkehltapaculo (Scelorchilus albicollis)

  - Teledromas
    - Fahltapaculo (Teledromas fuscus)
- Unterfamilie Scytalopodinae
  - Eleoscytalopus
    - Bahia-Tapaculo (Eleoscytalopus psychopompus), vormals (Scytalopus psychopompus)

  - Eugralla
    - Rostflankentapaculo (Eugralla paradoxa)

  - Merulaxis
    - Nördlicher Stirnhaubentapaculo (Merulaxis stresemanni)
    - Südlicher Stirnhaubentapaculo (Merulaxis ater)

  - Myornis
    - Aschgrauer Tapaculo (Myornis senilis)

  - Scytalopus[2]
    - Flussauentapaculo (Scytalopus iraiensis)
    - Maustapaculo (Scytalopus speluncae)
    - Braunschwingentapaculo (Scytalopus gonzagai)
    - Felstapaculo (Scytalopus petrophilus)
    - Planalto-Tapaculo (Scytalopus pachecoi)
    - Brasilia-Tapaculo (Scytalopus novacapitalis)
    - Weißkronentapaculo (Scytalopus bolivianus)
    - Weißscheiteltapaculo (Scytalopus atratus)
    - Santa-Marta-Tapaculo (Scytalopus sanctaemartae)
    - Schieferrückentapaculo (Scytalopus femoralis)
    - Dunkelrückentapaculo (Scytalopus micropterus)
    - Nariñotapaculo (Scytalopus vicinior)
    - Robbinstapaculo (Scytalopus robbinsi)
    - Tatamátapaculo (Scytalopus alvarezlopezi)
    - Chocótapaculo (Scytalopus chocoensis)
    - Magdalenatapaculo (Scytalopus rodriguezi)
    - Stilestapaculo (Scytalopus stilesi)
    - Tacarcunatapaculo (Scytalopus panamensis)
    - Silberbrauentapaculo (Scytalopus argentifrons)
    - Caracastapaculo (Scytalopus caracae)
    - Méridatapaculo (Scytalopus meridanus)
    - Hellkehltapaculo (Scytalopus latebricola)
    - Perijátapaculo (Scytalopus perijanus)
    - Roststeißtapaculo (Scytalopus spillmanni)
    - Bambustapaculo (Scytalopus parkeri)
    - Trillertapaculo (Scytalopus parvirostris)
    - Grautapaculo (Scytalopus acutirostris)
    - Hellbauchtapaculo (Scytalopus unicolor)
    - Rostbürzeltapaculo (Scytalopus griseicollis)
    - Antioquiatapaculo (Scytalopus canus)
    - Kordillerentapaculo (Scytalopus opacus)
    - Ancashtapaculo (Scytalopus affinis)
    - Neblinatapaculo (Scytalopus altirostris)
    - Vilcabambatapaculo (Scytalopus urubambae)
    - Diademtapaculo (Scytalopus schulenbergi)
    - Punatapaculo (Scytalopus simonsi)
    - Graukehltapaculo (Scytalopus zimmeri)
    - Weißbrauentapaculo (Scytalopus superciliaris)
    - Magellantapaculo (Scytalopus magellanicus)
    - Rußtapaculo (Scytalopus fuscus)
    - Schwarztapaculo (Scytalopus latrans)
    - Junintapaculo (Scytalopus gettyae)
    - Großfußtapaculo (Scytalopus macropus)
    - Diamantinatapaculo (Scytalopus diamantinensis)
    - Scytalopus androstictus
    - Scytalopus whitneyi[3]
    - Scytalopus frankeae[3]
    - Scytalopus krabbei[3]

Die Gattung der Bandvögel (Melanopareia) mit ihren fünf Arten wurden lange als Teil der Familie der Bürzelstelzer gesehen. Neuere molekulargenetische Untersuchungen haben aber gezeigt, dass sie mit diesen nicht besonders nahe verwandt sind. Die Gattung wurde daher in eine eigene Familie (Melanopareiidae) gestellt.